# بن 10 ألتيمت إليين: كوسمك دستراكشن
بن 10 ألتيمت إليين: كوسمك دستراكشن (بالإنجليزية: Ben 10 Ultimate Alien: Cosmic Destruction)‏ هي لعبة فيديو من نوع أكشن-مغامرات، صدرت في أكتوبر 10, 2010، وهي متوفرة على أجهزة بلاي ستيشن 3 وبلاي ستيشن 2 وبلاي ستيشن بورتبل وإكس بوكس 360 ونينتندو دي إس ووي. اللعبة من تطوير بلاي ستيشن 3 وبلاي ستيشن بورتبل ووي.

## روابط خارجية
- بن 10 ألتيمت إليين: كوسمك دستراكشن على موقع IMDb (الإنجليزية)